# New Bongaigaon Railway Colony
New Bongaigaon Railway Colony is een census town in het district Bongaigaon van de Indiase staat Assam. 

## Demografie
Volgens de Indiase volkstelling van 2001 wonen er 15847 mensen in New Bongaigaon Railway Colony, waarvan 54% mannelijk en 46% vrouwelijk is. De plaats heeft een alfabetiseringsgraad van 77%. 